# شیوون داناهی
شیوون داناهی (به انگلیسی: Siobhán Donaghy)، تلفظ: /ʃᵻˈvɔ:n/ (زاده ۱۴ ژوئن ۱۹۸۴) خوانندهٔ انگلیسی است.
او قبلاً عضو گروه شوگابیبز بود.